# William Marshal, 2. Earl of Pembroke

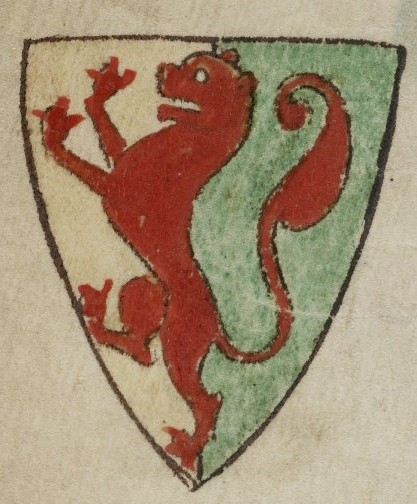
Wappen von William Marshal, 2. Earl of Pembroke. Buchmalerei aus dem 13. Jahrhundert

William Marshal, 2. Earl of Pembroke (nach anderer Zählung auch 5. Earl of Pembroke) (* um 1190; † 6. April 1231 in London), war ein englischer Magnat. Er gehörte der Adelsopposition an, die von König Johann Ohneland die Anerkennung der Magna Carta erzwang. Nachdem er bereits unter seinem Vater eine wichtige Rolle im Ersten Krieg der Barone gespielt hatte, war er während der Minderjährigkeit von König Heinrich III. einer der mächtigsten englischen Magnaten. Er erreichte zwar nicht das staatsmännische Format seines Vaters, war aber dennoch ein fähiger Verwalter und Militär. Durch einen erfolgreichen Feldzug gegen die Waliser 1223 sicherte er die englische Herrschaft in Südwestwales und befriedete die Region bis in die 1250er Jahre. Im irischen Leinster setzte er das Werk seines Vaters fort und förderte die Kolonisierung durch Zuzug von englischen Siedlern und durch die Förderung von Klöstern, so dass das Gebiet unter seiner Herrschaft eine Periode der Stabilität und des Friedens erlebte. Zur Sicherung seiner umfangreichen Besitzungen baute oder erweiterte Marshal zahlreiche Burgen wie Cilgerran und Chepstow in Wales und Carlow in Leinster.

## Herkunft
William entstammte der Familie Marshal. Er wurde als erster Sohn des anglonormannischen Adligen William Marshal (Guillaume le Maréchal) und von Isabel de Clare in der Normandie geboren. Als König Johann Ohneland 1205 Zweifel an der Loyalität seines Vaters hatte, musste dieser William als Geisel stellen, worauf William sieben Jahre am Königshof verbrachte. Er wurde erst 1212 wieder freigelassen, als der König wieder die Unterstützung seines Vaters brauchte.

## Rolle im Krieg der Barone
Sein Vater wurde danach wieder einer der wichtigsten Ratgeber und Unterstützer des Königs und war auch in der Krise von 1215 ein unerschütterlicher Unterstützer des Königs. Nach dem Tod von Johann Ohneland im Oktober 1216 wurde er Regent für den unmündigen Heinrich III. Der jüngere William schloss sich dagegen im Frühjahr 1215 in Stamford der Adelsopposition an. Der Grund hierfür könnten die Erfahrung sein, die William als Geisel des Königs machen musste, vielleicht war es auch bewusstes Kalkül, dass sich je ein Mitglied der Familie den beiden verfeindeten Lagern anschloss. Im Juni wurde er zu einem der fünfundzwanzig Barone gewählt, die die Einhaltung der dem König in der Magna Carta abgetrotzten Rechte überwachen sollte. Als es im Herbst 1215 wieder zum offenen Krieg der Barone kam, blieb William auf der Seite der Rebellen, wofür er und seine Mitstreiter vom Papst exkommuniziert wurden. Als im Frühjahr 1216 der französische Prinz Ludwig auf Seiten der Rebellen mit einem Heer in England landete, wurde er Marschall von dessen Armee. Obwohl er damit direkt an den Kämpfen teilnahm, vermied er sorgfältig, dabei auf seinen Vater zu treffen. Sein Ziel war es, die Burg und Herrschaft von Marlborough in Wiltshire zurückzuerhalten, die sein Großvater John Marshal 70 Jahre zuvor besessen hatte. Als ihm Prinz Ludwig dies verwehrte, wechselte er gekränkt in das Lager des Königs. Er kämpfte nun offen für den König, eroberte Winchester und Southampton sowie Marlborough, das er für sich behielt. Im Mai 1217 unterstützte er seinen Vater bei dem entscheidenden Sieg über die Franzosen und die Rebellen in der Schlacht von Lincoln, so dass Prinz Ludwig im September 1217 den Frieden von Lambeth schließen und auf seinen Anspruch auf den englischen Thron verzichten musste.

## Konflikt mit dem Regentschaftsrat
Nach dem Tod seines Vaters im Mai 1219 erbte er dessen Güter und den Titel Earl of Pembroke und wurde Marshal von England. Nach dem Tod seiner Mutter im folgenden Jahr erbte er Netherwent in Wales sowie Leinster in Irland. Die Familiengüter in der Normandie, die sein Vater auch nach dem Französisch-Englischen Krieg halten konnte, fielen an seinen jüngeren Bruder Richard. Durch seine Besitzungen in England, Wales und Irland war Marshal einer der reichsten Magnaten Englands. Der Regentschaftsrat, der für den unmündigen Heinrich III. die Regierung führte, versuchte nun, nach dem Ende des Bürgerkriegs die Burgen und Besitzungen einzufordern, die während des Kriegs der Barone von königlichen Parteigängern besetzt, doch nach Ende der Kämpfe noch nicht wieder zurückgegeben worden waren. Dazu gehörten auch Fotheringhay in Northants und Marlborough, die beide im Besitz von Marshal waren. Der Regentschaftsrat versuchte fünf Jahre lang, ihm diese Herrschaften streitig zu machen, um sie an andere Barone zu vergeben, wodurch es zu fortwährenden Spannungen kam. Fotheringhay wurde dabei von John of Scotland, Earl of Huntingdon beansprucht. Der Regentschaftsrat versuchte, diesem Cousin des schottischen Königs entgegenzukommen, um die Beziehungen zu Schottland zu verbessern. Marshal weigerte sich jedoch, die Herrschaft zu übergeben. Auch über das von ihm gehaltene Marlborough Castle gab es Streit. Im April 1220 rügte ihn der Regentschaftsrat, da er ohne Erlaubnis die Burg weiter ausbaute.

## Kriege in Wales, Irland und Frankreich

### Der Krieg von 1220 in Wales
Im Frieden von Worcester von 1218 hatte der Regentschaftsrat den walisischen Fürsten Llywelyn ab Iorwerth während der Minderjährigkeit des Königs als Vogt für Cardigan und Carmarthen anerkennen müssen. Die anderen Gebiete der Marcher Lords, die Llywelyn seit 1215 erobert hatte, versprach er ihren vorigen Besitzern zurückzugeben. Als er jedoch 1220 dem walisischen Lord Rhys Gryg zwei Herrschaften, darunter Gower, wieder abnahm, vergab er sie nach seinem Belieben, darunter Gower an seinen Schwiegersohn John de Braose. Unter der Behauptung, die Vasallen von Marshal hätten mit Unterstützung aus Irland Besitzungen ihrer walisischen Nachbarn angegriffen, unternahm Llywelyn einen wilden Angriff auf Pembrokeshire. Er eroberte Narberth und Wiston Castle und brannte Haverfordwest nieder. In den Friedensverhandlungen verlangte Llywelyn ein Wiederaufbauverbot der zerstörten Burgen sowie Gebietsabtretungen. Unter dem Druck der walisischen Überfälle stimmten Marshals Vasallen diesen Forderungen zu.
Marshal verlangte nun vom königlichen Justiciar Hubert de Burgh, dass dieser seine Vasallen von ihren Versprechungen gegenüber Llywelyn entband, dazu sollte er bestätigen, dass Llywelyn ohne Erlaubnis des Königs gehandelt hatte. Der Justiciar verlangte als Gegenleistung erneut die Übergabe von Fotheringhay Castle. Nachdem der Justiciar Marshals Forderungen schriftlich bestätigt hatte, übergab Marshal die Burg 1220 an den Regentschaftsrat.

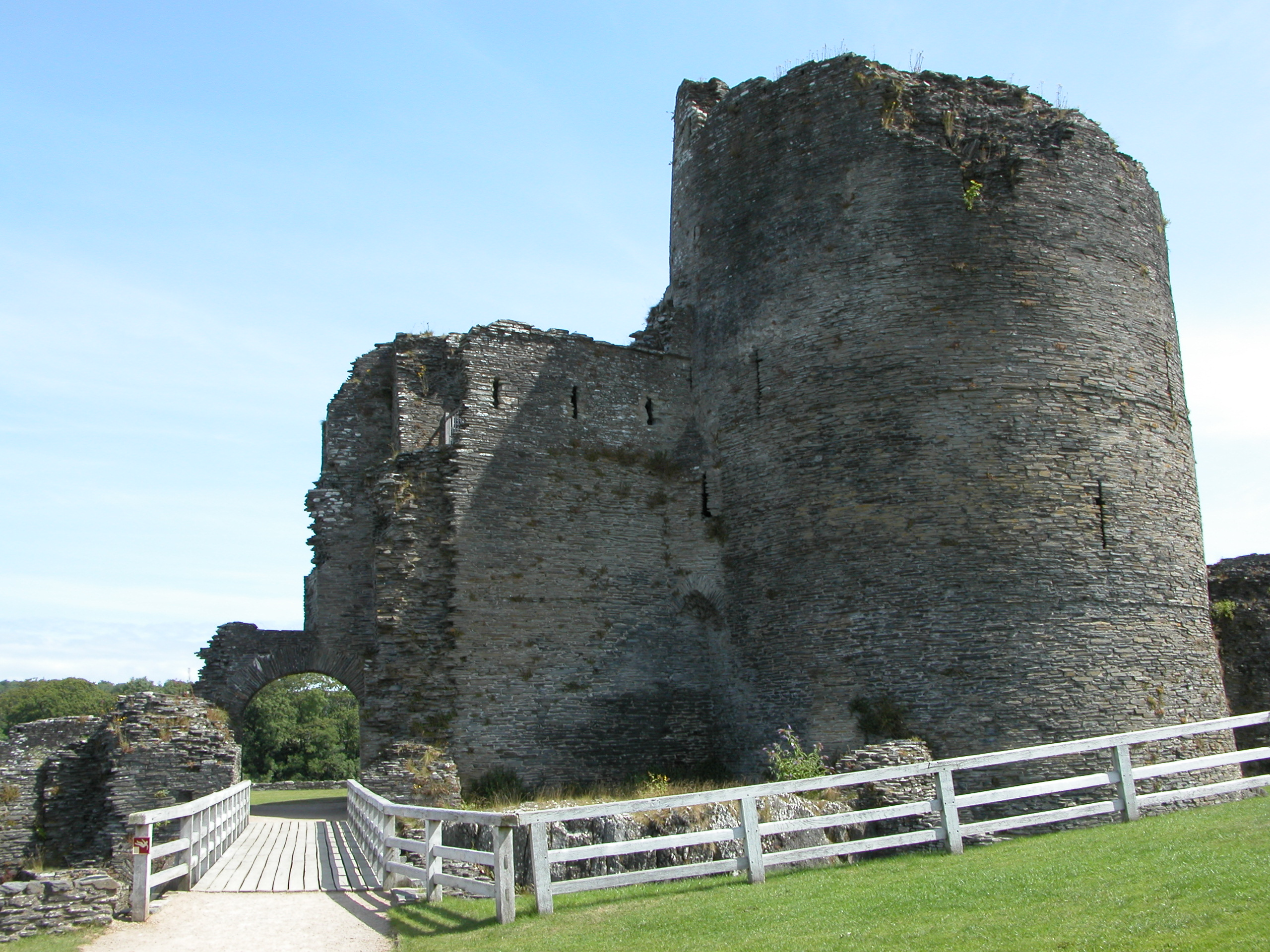
Die Ruine des von Marshal erbauten Cilgerran Castle

### Der Krieg von 1223 in Wales
Im März 1223 eroberte Llywelyn ab Iorwerth plötzlich die Burgen von Kinnerley und Whittington in Shropshire. Marshal begann daraufhin in Südwestwales einen Gegenangriff, worauf Llywelyn gezwungen war, einen bis zum 23. April, dem Ostersonntag, befristeten Waffenstillstand zu schließen. Am 15. April landete Marshal mit einer Armee aus dem irischen Leinster bei St David’s. Nach Auslaufen des Waffenstillstands eroberte er am Ostermontag Cardigan und zwei Tage später Carmarthen. Llywelyn sandte daraufhin seinen Sohn Gruffydd ap Llywelyn mit einer Armee nach Südwales, die Kidwelly niederbrannte. Vermutlich konnte Marshal die Waliser schlagen und baute danach Carmarthen Castle aus, dazu begann er mit dem Bau des stark befestigten Cilgerran Castle. Nachdem Versuche, den Krieg zwischen Marshal und Llywelyn zu beenden, gescheitert waren, sandte der königliche Justiciar eine starke Reitertruppe zu Marshals Unterstützung, wodurch dieser seine Eroberungen einschließlich Kidwelly Castle sichern konnte. Marshal verbündete sich mit zwei walisischen Lords, mit Rhys Mechyll und mit Cynan ap Hywel, die beide Enkel des Lord Rhys von Deheubarth waren. Das eroberte südliche Ceredigion übergab er Cynan ap Hywel. Dazu eroberte Hubert de Burgh im September 1223 mit einer großen Armee die Herrschaft Montgomery, wo er mit dem Bau von Montgomery Castle begann. Llywelyn musste daraufhin um Frieden nachsuchen. Er überließ Montgomery dem König, räumte Kinnerley und Whittington und bestätigte den Besitzstand in Südwestwales. Marshal wurde vom König zum Verwalter von Cardigan und Carmarthen ernannt. Im Gegenzug wurden die Herrschaftsrechte der walisischen Fürsten und Lords bestätigt. Cynan ap Hywel übergab das südliche Ceredigion wieder an Maelgwn ap Rhys, wofür er von Marshal mit Ystlwyf und dem östlichen Teil von Emlyn entschädigt wurde, während der westliche Teil von Emlyn Cilgerran zugeschlagen wurde. Durch diesen Frieden hatte Marshal den Besitzstand von vor 1215 wiederhergestellt, worauf die kleineren Marcher Lords von Cemais, St Clears, Laugharne, Llansteffan und Kidwelly ihre Herrschaften zurückerhielten.

### Feldzug in Irland

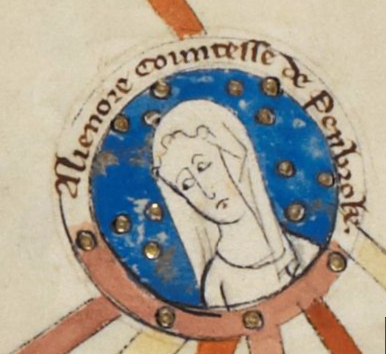
Marshals zweite Frau Eleanor von England, die Schwester von König Heinrich III.

Nach dem Erfolg in Wales wandte sich Marshal 1224 nach Irland, wo Hugh de Lacy Ulster beanspruchte, das ihm König Johann 1210 abgenommen hatte. Ende 1223 eroberte er es mit Hilfe seines Halbbruders William und mit Hilfe von Vasallen seines Bruders Walter aus Mide, obwohl Walter de Lacy selbst ihn nicht unterstützte. Am 2. Mai 1224 wurde Marshal zum königlichen Justiciar of Ireland ernannt. Im Juni setzte er nach Waterford über und errichtete seine Ausgangsstellung in Dublin. Von dort belagerte er Trim, die wichtigste Burg von Mide, und sandte eine Armee zum Entsatz von Carrickfergus Castle. Gegen das Bündnis von Hugh de Lacy mit den irischen Ó Neills verbündete er sich mit den irischen Häuptlingen von Connacht, Thomond und Desmond. Im August wurde Trim erobert, worauf sich Hugh de Lacy schließlich unterwerfen musste. Walter de Lacy wurde als Lord of Mide wieder eingesetzt. Überraschenderweise wurde auch Hugh milde behandelt, im 1226 wurde ihm wieder Ulster übergeben.

### Ehen
Bereits 1203 hatte Marshals Vater für ihn eine Ehe mit Alice, einer Tochter von Baudouin de Béthune und Hawise, Gräfin von Aumale Graf von Aumale arrangiert. Die Heirat fand 1214 statt, doch Alice starb vermutlich bereits 1216. 1221 boten Hubert de Burgh und der päpstliche Legat Pandulf William die Heirat mit Eleanor, einer Schwester des Königs an, um ihn endgültig auf die Seite des Regentschaftsrates zu ziehen. William heiratete sie schließlich 1224, und als kleinen Preis für seine königliche Braut musste er auch Marlborough Castle dem Regentschaftsrat übergeben. Bis 1226 war William dann ein loyaler Unterstützer von Justiciar Hubert de Burgh, der zunehmend alleine die Regierung für den jungen König übernommen hatte.

### Konflikte in Irland und Bruch mit de Burgh
Ein weiterer Konfliktpunkt in Irland war der Anspruch von Richard de Burgh auf Connacht. Dieser begründete seinen Anspruch durch eine Schenkung von König Johann in den 1190er Jahren an seinen Vater William. 1215 hatte der König Connacht jedoch auch an den irischen Lord Cathal Ó Conchobhair vergeben, so dass dessen Sohn Áedh, der zuvor Marshal gegen Hugh de Lacy unterstützt hatte, ebenfalls die Herrschaft über Connacht beanspruchte. Als Marshal sich gegen Richard de Burghs Ansprüche wehrte, setzt ihn der englische Justiciar Hubert de Burgh, ein Cousin Richards, im Juni 1226 als Justiciar of Ireland ab. Sein Nachfolger wurde Geoffrey Marsh. 1227 kehrte Marshal noch einmal nach Irland zurück, um seinen Vasallen in Leinster anzuordnen, die königlichen Burgen in Leinster an Geoffrey Marsh zu übergeben. Dabei unterstützte er weiter die Ansprüche von Áedh Ó Conchobhair auf Connacht, worauf ihm Hubert de Burgh auch die Verwaltung von Cardigan und Carmarthen in Wales entzog.

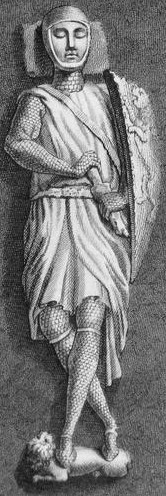
Marshals Grabdenkmal in der Temple Church. Zeichnung von 1786

### Weitere Feldzüge und Tod
1228 berief Hubert de Burgh Marshal zu einem weiteren Feldzug nach Mittelwales gegen Llywelyn ab Iorwerth. Ob Marshal an dem Feldzug teilnahm, ist nicht sicher. Der Feldzug scheiterte völlig, dabei geriet der Marcher Lord William de Braose in walisische Gefangenschaft. Im Mai 1230 nahm Marshal mit einem Gefolge von 20 Rittern am Feldzug des Königs nach Frankreich teil. Während der König von der Bretagne nach Bordeaux vorstieß und unverrichteter Dinge wieder zurückkehren musste, unternahm Marshal erfolgreiche Vorstöße in die Normandie und ins Anjou. Damit war er einer der wenigen Barone, deren Ansehen durch den erfolglosen Feldzug nicht beschädigt wurde.
Der gefangene William de Braose wurde von Fürst Llywelyn beschuldigt, eine Affäre mit seiner Frau Johanna von Wales begonnen zu haben, und wurde deshalb im Mai 1230 gehenkt. Braose hinterließ keine männlichen Nachkommen, weshalb die Verwaltung seiner Besitzungen Marshal übertragen wurde, der sich noch in Frankreich befand. Nach seiner Rückkehr aus Frankreich reiste Marshal nach London, wo seine verwitwete Schwester Isabella mit Richard von Cornwall, dem jüngeren Bruder des Königs, verheiratet wurde. Kurz nach der Hochzeit starb Marshal überraschend in London. Er wurde neben seinem Vater in der Temple Church beigesetzt, wo sein berühmtes Grabdenkmal noch erhalten ist.
Beide Ehen Williams waren kinderlos geblieben. Sein Erbe wurde sein jüngerer Bruder Richard. Seine Witwe Eleanor heiratete 1238 Simon de Montfort.
Um das Jahr 1226 hatte Marshal die Verschronik L'Histoire de Guillaume le Maréchal in Auftrag gegeben, die das ereignisreiche Leben seines Vaters für die Nachwelt festhielt.